# ジーンズ (広末涼子の曲)
「ジーンズ」は、1998年10月7日に発売された広末涼子の5枚目のシングル。発売元はワーナーミュージック・ジャパン。

## 概要
曲名の由来はジーンズではなく「胸がジーンとする」の複数形としているが、MVでは広末がジーンズを履いているシーンがある。
カップリング曲「プライベイト」は、同年5月にデビューしたばかりの椎名林檎が別名義にて楽曲提供。これにより、カップリング曲を含めると女性のシンガーソングライターから5作連続で楽曲提供を受けたことになる。
前作迄、広末の楽曲の音楽プロデューサーであった藤井丈司が本作より離れている。

## 収録曲
1. ジーンズ [4:22]
  - 作詞：相田毅　作曲・編曲：朝本浩文）
  - 読売テレビ・日本テレビ系アニメ「金田一少年の事件簿」エンディングテーマ
2. プライベイト [3:54]
  - 作詞・作曲：シーナ・リンゴ　編曲：斎藤有太
  - 日本テレビ系「TVおじゃマンボウ」エンディングテーマ
  - 椎名林檎のアルバム「逆輸入 〜港湾局〜」にセルフカバーされて収録。
3. ジーンズ （Instrumental）
4. プライベイト （Instrumental）